# Moana, fille des tropiques
Pour plus de détails, voir Fiche technique et Distribution.
Moana, fille des tropiques (titre original : The Seekers) est un film britannique réalisé par Ken Annakin, sorti en 1954.

## Synopsis
Durant les années 1820, Phillip Wayne s'installe avec sa femme et un groupe de colons sur une île de la Nouvelle-Zélande, où il avait fait escale quelques mois auparavant. Des conflits éclatent avec les tribus maoris mais une paix fragile finit par être obtenue. Mais cela va-t-il durer après que Philip tombe sous le charme de la femme d'un des chefs de tribu et surtout après qu'un colon tue un des guerriers maoris ?

## Fiche technique
- Titre original : The Seekers
- Titre français : Moana, fille des tropiques
- Titre américain : Land of Fury
- Réalisation : Ken Annakin
- Scénario : William Fairchild, d'après le roman The Seekers de John Guthrie (en)
- Photographie : Geoffrey Unsworth
- Montage : John D. Guthridge
- Musique : William Alwyn
- Direction artistique : Maurice Carter
- Costumes : Julie Harris
- Son : Dudley Messenger, Gordon K. McCallum
- Producteur : George H. Brown
- Producteur associé : Basil Keys
- Producteur délégué : Earl St. John
- Société de production : Group Film Productions, Fanfare Films
- Société de distribution : General Film Distributors
- Pays d'origine :  Royaume-Uni
- Langue originale : anglais
- Format : couleur (EastmanColor) — 35 mm — 1,66:1 — son mono
- Genre : Film britannique
- Durée : 86 minutes (1 h 26)
- Dates de sortie :
  - Nouvelle-Zélande : 24 juin 1954 première mondiale à Wellington
  - Royaume-Uni : juin 1954
  - France : 7 septembre 1955

## Distribution
- Jack Hawkins : Phillip Wayne
- Glynis Johns : Marion Southey
- Noel Purcell : Paddy Clarke
- Inia Te Wiata : Hongi Tepe
- Kenneth Williams : Peter Wishart
- Laya Raki : Moana
- Patrick Warbrick : Awarua
- Tony Erstich : Bangiruru
- Eddie Baker : Toroa